# Issac Honey
Isaac Nana Honny (* 6. Juni 1993 in Kumasi) ist ein ghanaischer Fußballspieler.

## Karriere

### Verein
Das Fußballspielen lernte Issac Honey in der Jugendmannschaft von BEC Tero Sasana FC in Bangkok. Hier unterschrieb er 2013 auch seinen ersten Vertrag. 2013 wurde er an den Ligakonkurrenten Samut Songkhram FC ausgeliehen. Von 2014 bis 2015 erfolgte eine Ausleihe an den ebenfalls in der Thai Premier League spielenden Air Force Central FC. 2017 unterschrieb er einen Vertrag beim Zweitligisten Angthong FC in Ang Thong. Nachdem der Verein nach Ende der Saison den Weg in die Drittklassigkeit antreten musste, verließ auch er den Verein und schloss sich 2019 wieder Police Tero FC an. Mit Police Tero schloss er die Saison 2019 als Vizemeister der Thai League 2 ab und stieg somit in die Erste Liga, die Thai League, auf. Am Ende der Saison 2023/24 belegte er mit Police Tero den 15. Tabellenplatz und musste somit in die zweite Liga absteigen. Nach 114 Ligaspielen wurde sein Vertrag nach dem Abstieg nicht verlängert. Im Juni 2024 nahm ihn der Erstligist Port FC unter Vertrag. Nach einer Spielzeit, in der er 21 Ligaspiele bestritt, wurde sein Vertrag im Sommer 2025 nicht verlängert. Im Juli 2025 nahm ihn sein ehemaliger Verein, der Zweitligist Police Tero, wieder unter Vertrag.

### Nationalmannschaft
Issac Honey spielte 2015 dreimal in der ghanaischen U23-Nationalmannschaft.

## Erfolge
Police Tero FC
- Thailändischer Zweitligavizemeister: 2019  ▲